# Ilona Ebbers
Ilona Ebbers (* 1970) ist eine deutsche Wirtschaftswissenschaftlerin.

## Leben
Bis 1998 studierte sie Wirtschaftswissenschaften und der Beruflichen Fachrichtung Wirtschaftswissenschaften/Spezielle Wirtschaftslehre an den Universitäten Wuppertal und Duisburg. Nach der Promotion 2003 an der Universität Wuppertal war sie von 2004 bis 2008 Juniorprofessorin am Institut für Betriebswirtschaft der Universität Hildesheim. Von 2008 bis 2011 war sie Inhaberin der Professur für Wirtschaftswissenschaften und ihre Didaktik am Zentrum für ökonomische Bildung an der Universität Siegen. Seit 2011 ist sie Inhaberin des Lehrstuhls für Wirtschaftswissenschaften und ihre Didaktik an der Europa-Universität Flensburg am Internationalen Institut für Management und Institut für Politik und Wirtschaft und ihre Didaktik.
Ihre Forschungsschwerpunkte sind Entrepreneurship Education, Gender als didaktische Kategorie, Diversity Education und Wirtschaftsdidaktik.

## Schriften (Auswahl)
- Wirtschaftsdidaktisch geleitete Unternehmenssimulation im Rahmen der Förderung von Existenzgründungen aus Hochschulen. Köln 2004, ISBN 3-89936-224-1.
- (Hrsg.): Praxishandbuch Curriculum für den Berufswahlunterricht in der Hauptschule. Betriebsnahe Berufsorientierung und Berufsvorbereitung an der Hauptschule. Schwalbach am Taunus 2008, ISBN 978-3-89974-436-1.
- mit Teita Bijedic: Unternehmerisch handeln macht Schule. Anleitungen mit Kopiervorlagen. Mit CD-ROM. Berlin 2012, ISBN 3-06-450145-3.
- mit Rebekka Klein: Ich werde selbstständig. Berufsrelevante Schlüsselkompetenzen für Schülerinnen und Schüler. Anleitung und Arbeitsblätter für die Sekundarstufe I. Schwalbach am Taunus 2012, ISBN 3-89974-766-6.